# José Ángel Córdova Villalobos
Pour les articles homonymes, voir Cordova.
José Ángel Córdova Villalobos, né le 19 août 1953 à León, Guanajuato, Mexique, est un homme politique mexicain. Il a été secrétaire de la Santé de 2006 à 2011 et secrétaire de l'Éducation publique de mars à novembre 2012.